# Ashendene Press
La Ashendene Press è stata una piccola casa editrice britannica fondata a Chelsea a Londra da Sir Charles St. John Hornby (1867-1946) nel 1895. Fu operante fino al 1915 per poi riaprire dopo la guerra nel 1920. Chiuse definitivamente nel 1935.